# Miletus boisduvali
Miletus boisduvali är en fjärilsart som beskrevs av William Doherty. Miletus boisduvali ingår i släktet Miletus och familjen juvelvingar. Inga underarter finns listade i Catalogue of Life.

## Bildgalleri

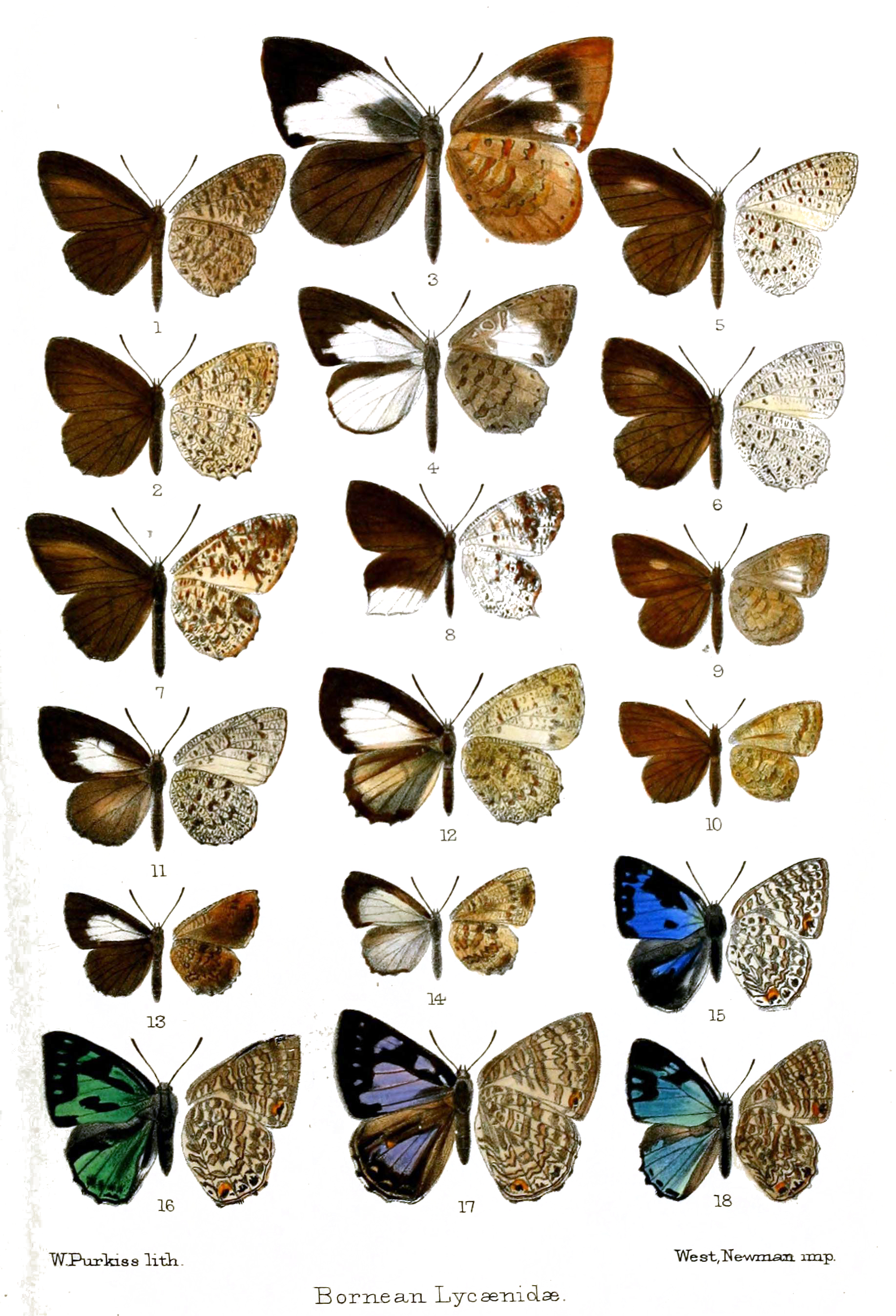